# Joan Wasser
Joan Wasser (née le 26 juillet 1970 à Biddeford, dans le Maine) est une musicienne américaine de pop folk. Elle a collaboré avec Jeff Buckley, Lou Reed, Nick Cave, Dave Gahan, Antony and the Johnsons et Rufus Wainwright.

## Biographie

### Jeunesse et débuts
Joan est née à Biddeford, dans le Maine, d'une mère adolescente célibataire, et placée en foyer d'adoption. Elle est élevée à Norwalk, dans le Connecticut, avec son frère adoptif Dan, qui est artiste visuel.
Violoniste de formation, elle commence sa carrière avec le groupe The Dambuilders à Boston au début des années 1990 ; ils se séparent en 1997. Elle collabore avec Nathan Larson, Jeff Buckley (dont elle était la petite amie), puis avec Antony and the Johnsons sur l'album I'm a Bird Now (1999).

### Joan as Police Woman
Elle forme son groupe Joan as Police Woman en 2002, trio formé avec Ben Perowsky et Rainy Orteca, rejoint par Maxim Moston et Charlie Burnham. En 2004 sort un EP homonyme : Joan as Police Woman, et le groupe fait la première partie des concerts de Rufus Wainwright. Ce dernier sera invité sur le morceau To America clôturant leur premier album : Real Life, remportant le prix du meilleur album pop/rock au 7e Independent Music Award en 2008.

### Albums solo
En 2007, elle chante en duo avec David Sylvian le titre Ballad of a Deadman  sur l'album Slope de Steve Jansen.
Son deuxième album, To Survive, paraît en 2008, enregistré avec Rainy Orteca et Parker Kindred, batteur de Jeff Buckley. Joan Wasser travaille également avec Lloyd Cole sur son album Broken Records en 2010.
En janvier 2011 sort son single The Magic et l'album The Deep Field, décrit « comme le plus ouvert et le plus joyeux »[réf. nécessaire]. Son titre est notamment une référence au champ profond de Hubble dans la constellation de la Grande Ourse située parmi les galaxies les plus jeunes et lointaines connues, mais également à une technique de relaxation, ou encore à un roman.
En 2019, elle participe au concert Africa Express du 29 mars où Damon Albarn lui présente Tony Allen. Joan Wasser et ce dernier se promettent de collaborer un jour, ce qu'ils font à Paris en novembre de cette année avec Dave Okumu. Le résultat de cette collaboration est son 9e album The Solution Is Restless, qui sort en 2021.

## Discographie

### Albums studio
- 2004 : Joan as Police Woman (EP)
- 2004 : Lemons, Limes and Orchids
- 2006 : Real Life
- 2008 : To Survive
- 2009 : Cover
- 2011 : The Deep Field
- 2014 : The Classic
- 2018 : Damned Devotion
- 2020 : Cover Two
- 2021 : The Solution is Restless (Joan As Police Woman, Tony Allen, Dave Okumu)

### Compilations et albums live
- 2019 - Joanthology (Coffret 3CD incluant 2 titres inédits, Kiss (reprise de Prince) et What a World, et le Live at the BBC)